# Station Lewin Brzeski
Station Lewin Brzeski is een spoorwegstation in de Poolse plaats Lewin Brzeski.
1. ↑  Lewin Brzeski (st) • Województwo opolskie (PL) / Atlas Kolejowy Polski, Czech, Słowacji i Podkarpackiej Rusi. www.atlaskolejowy.net. Geraadpleegd op 4 mei 2023.